# 27e division (armée impériale japonaise)
La 27e division (第27師団, Dai-nijū-nana shidan) est une unité d'infanterie de l'armée impériale japonaise. Son nom de code est Division Pôle (極兵団, Goku-heidan). Elle est formée en Chine à partir des unités de l'ancienne armée japonaise de garnison de Chine le 15 juillet 1938 et devient l'une des premières divisions triangulaires de l'armée impériale japonaise.

## Commandants
| Commandant                             | Dates                             |
| -------------------------------------- | --------------------------------- |
| Lieutenant général Masaharu Honma      | 15 juillet 1938 - 2 décembre 1940 |
| Lieutenant général Nobumasa Tominaga   | 2 décembre 1940 - 2 mars 1942     |
| Lieutenant général Kumakichi Harada    | 2 mars 1942 - 9 novembre 1942     |
| Lieutenant général Yoshiharu Takeshita | 9 novembre 1942 - 30 mai 1944     |
| Lieutenant général Jinkuro Ochiai      | 30 mai 1944 - 30 septembre 1945   |

## Organisation
27e division
- 1er régiment d'infanterie de la garnison de Chine
- 2e régiment d'infanterie de la garnison de Chine
- 3e régiment d'infanterie de la garnison de Chine
- 27e régiment de la division de reconnaissance
- 27e régiment de l'artillerie de montagne
- 27e régiment du génie militaire
- 27e régiment de transport

## Source de la traduction
- (en) Cet article est partiellement ou en totalité issu de l’article de Wikipédia en anglais intitulé « 27th Division (Imperial Japanese Army) » (voir la liste des auteurs).